# 가미야마 류이치
가미야마 류이치(일본어: 神山 竜一, 1984년 11월 10일 ~ )는 일본의 전 축구 선수이다.

## 구단 경력
그는 2003년부터 2018년까지 J리그의 아비스파 후쿠오카에서 활동하였다.